# Майкл Бойл (єпископ)

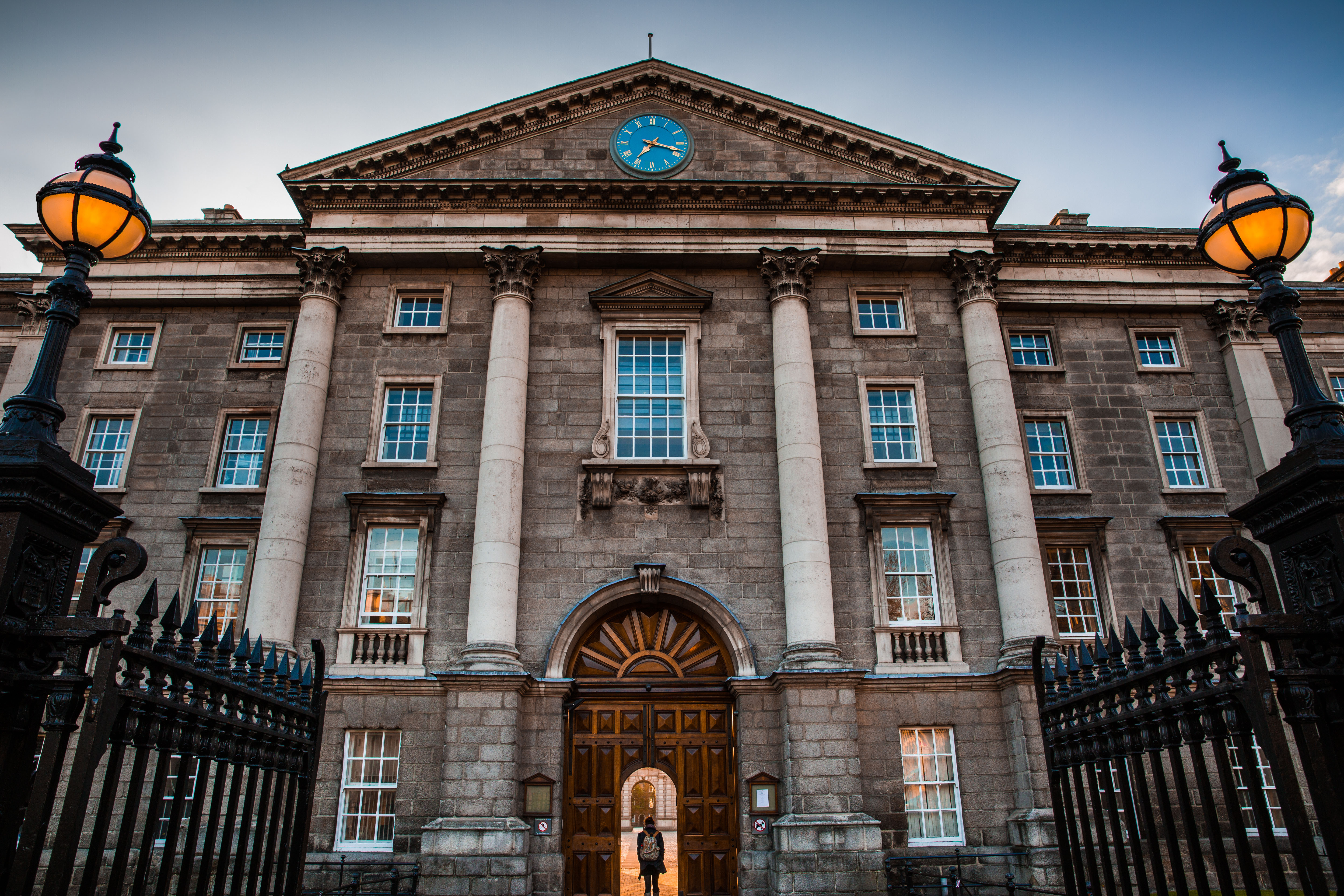
Трініті-коледж, Дублін.

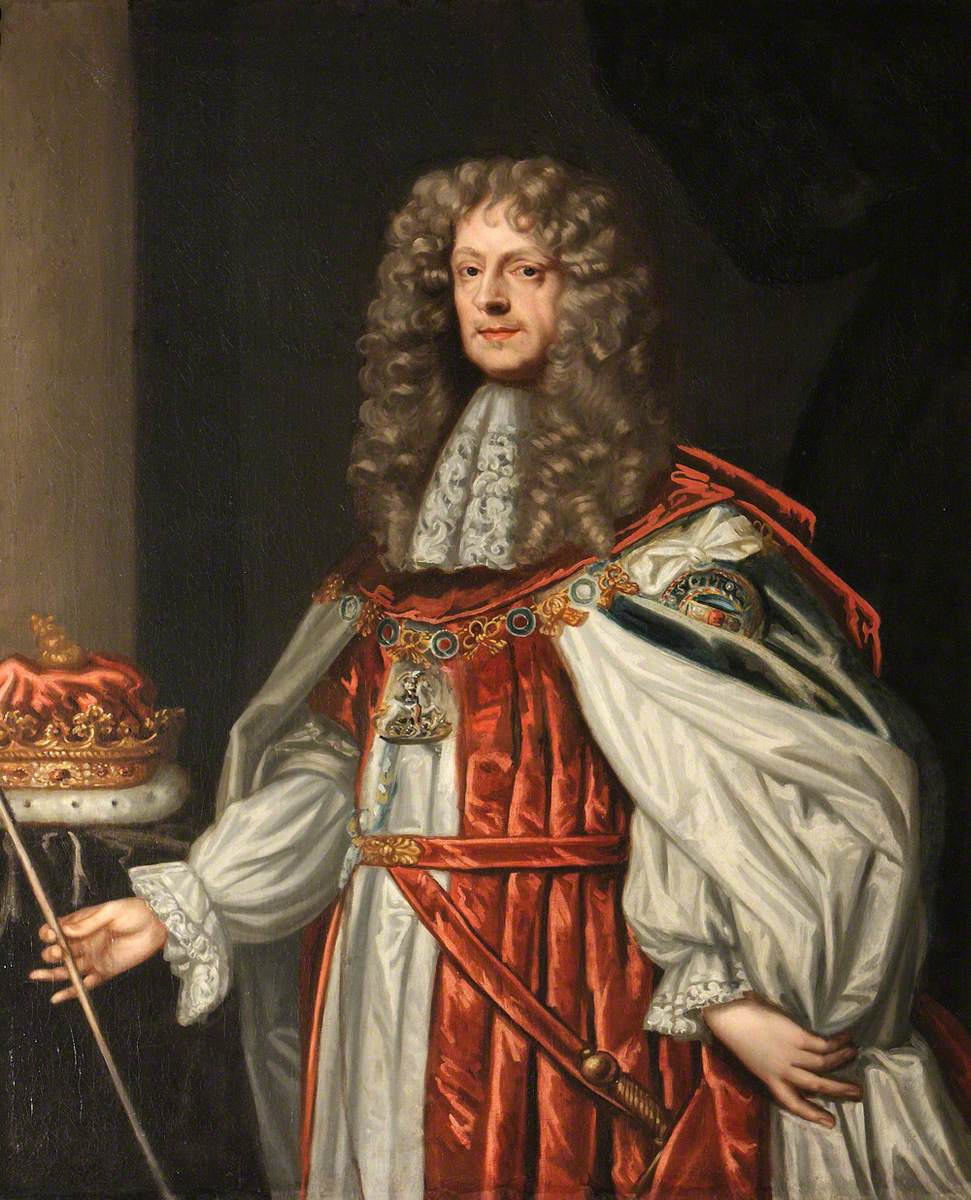
Джеймс Батлер (1610—1688) — І герцог Ормонд.

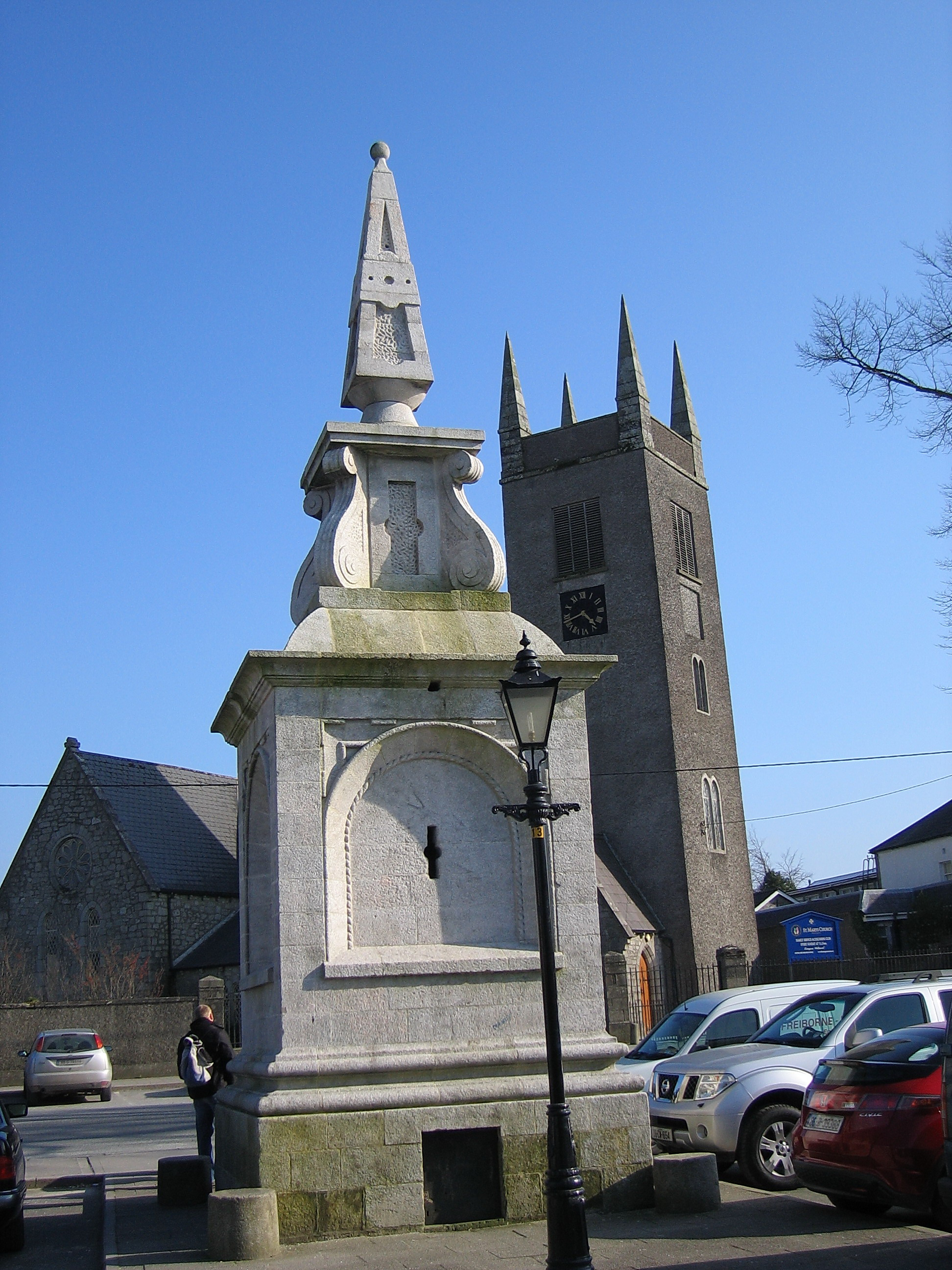
Місто Блессінгтон, церква Святої Марії.

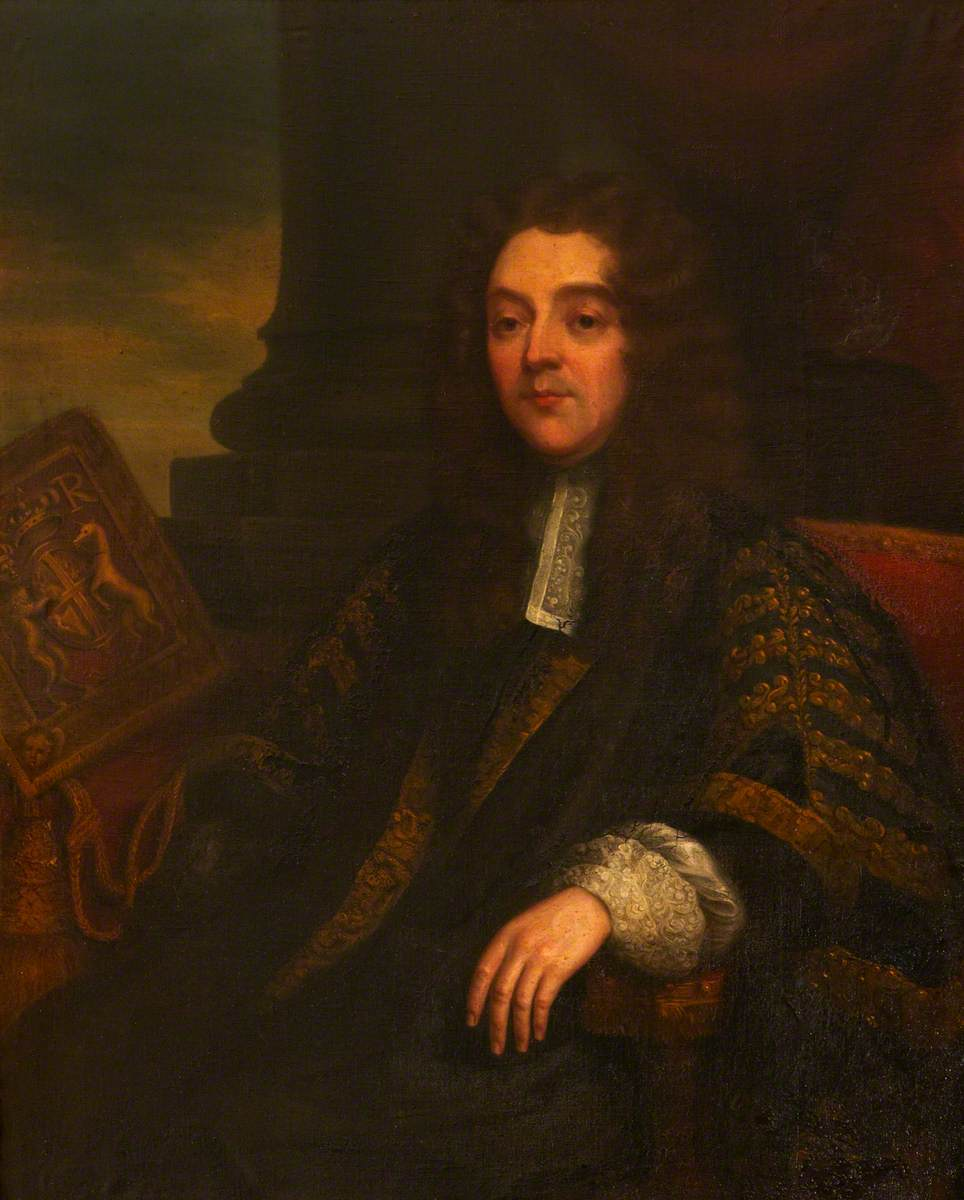
Генрі Гайд, ІІ граф Кларендон.

Майкл Бойл Молодший (англ. Michael Boyle, the younger; бл. 1609 — 10 грудня 1702) — єпископ Церкви Ірландії, архієпископ Дубліна з 1663 по 1679 рік і архієпископ графства Арма з 1679 року до своєї смерті, лорд-канцлер Ірландії в 1665—1686 роках. Він був останнім єпископом на посаді лорд-канцлера Ірландії.

## Життєпис

### Ранні роки
Майкл Бойл народився приблизно в 1609 році. Він був старшим сином Річарда Бойла, архієпископа Туам та його дружини Марти Райт. Його дядьком був Майкл Бойл Старший. Саме завдяки нащадкам його двоюрідного брата, підполковника Річарда Бойла, прізвище Бойл стало шляхетним, його носили пери Ірландії, включаючи графа Корка, графа Оррері та графа Шеннона. Майкл Бойл отримав освіту в Трініті-коледжі в Дубліні. Там же він отримав ступінь магістра, а 4 листопада 1637 року отримав ступінь магістра Оксфорда. 1637 року він отримав посаду ректора єпархії Клойн, потім отримав ступінь доктора філософії та став деканом Клойн в 1640 році. Під час війни в Ірландії виконував обов'язки капелана генерала англійської армії в Манстері. 1650 року протестантські роялісти в Ірландії найняли Бойла разом із сером Робертом Стерлінгом і полковником Джоном Деніелом для переговорів від їхнього імені з Олівером Кромвелем. Маркіз Ормонд був обурений поведінкою Бойля, який передав йому вірчу грамоту Кромвеля, яку він відхилив.

### Реставрація монархії
Під час Реставрації монархії на Британських островах Майкл Бойл став радником Таємної Ради Ірландії і був призначений єпископом земель Корк, Клойн та Росс. Крім єпископських прибутків, він деякий час продовжував отримувати прибутки шести парафій своєї єпархії, оскільки не міг знайти для них священнослужителів. За заслуги перед урядом Англії Майкла Бойла вшанували в зв'язку з ірландським Актом про врегулювання 1662 року: Палата лордів парламенту Ірландії у Дубліні наказала внести до своїх щоденників спеціальний меморіал подяки йому. 1665 року він був обраний лорд-канцлером Ірландії. Хоча призначення священнослужителя на посаду лорда-канцлера раніше було звичайним явищем, Майкл Бойл був останнім єпископом на цій посаді, йому запропонували цю посаду лише тому, що не знайшлося жодного професійного юриста з репутацією, який би її взяв: літній і неефективний сер Моріс Юстас залишався на посаді лорд-канцлера Ірландії до своєї смерті лише через труднощі з пошуком відповідної заміни. Зрештою, Майкл Бойл виявився працьовитим і непідкупним лорд-канцлером, який заслужив повагу кількох лорд-лейтенантів Ірландії, що почергово були на цій посаді. Хоча Майкл Бойл використовував свій вплив для просування кар'єри свого зятя, сера Вільяма Девіса, що був призначений головним лордом-суддею Ірландії в 1680 році, таке використання патронажу було загальноприйнятою частиною політики сімнадцятого століття.
У графстві Віклоу Бойл заснував місто, якому дав назву Блессінгтон, і власним коштом звів там церкву, яку він забезпечив посудом і дзвонами. Внаслідок цього він у 1673 році отримав титул віконта Блессінгтон для свого єдиного сина — Мерроу Бойла. 1675 року Майкл Бойл був підвищений і став архієпископом графства Арма. Після вступу на престол короля Англії, Шотландії та Ірландії Якова II Майкл Бойл ненадовго продовжував виконувати свої обов'язки як лорд-канцлер Ірландії і втретє був призначений лордом-суддею Ірландії разом із графом Гранард і обіймав цю посаду, поки Генрі, граф Кларендон, не прибув до Ірландії як лорд-лейтенант. Граф Кларендон мав дуже високу думку про Майкла Бойла і, як кажуть, заперечував проти його звільнення з посади лорд-канцлера Ірландії, незважаючи на відсутність у нього юридичної освіти та зростаючі фізичні та розумові хвороби.

### Останні роки
В останні роки свого життя Майкл Бойл страждав від докучливих хвороб. Як писали сучасники: «… Його пам'ять зникла, він став глухий і майже сліпий, просто уламок минулого». Приблизно після 1683 року він не міг особисто виконувати функції на своїй посаді. Він пішов у відставку з посади лорда-канцлера в 1686 році. Він помер у Дубліні 10 грудня 1702 року, на дев'яносто третьому році життя, і був похований у Соборі Святого Патріка. Невелика частина багатства, накопиченого Майклом Бойлом була спрямована на релігійні та благодійні цілі. Листи та папери Майкла Бойла збереглися в архівах Ормонда, в замку Кілкенні та в Бодліанській бібліотеці. Портрети архієпископа Бойла були вигравірувані Лоґґаном та іншими художниками та граверами.

## Родина
Спочатку він одружився з Маргарет Сінг, дочкою Преподобного Джорджа Сінга, єпископа Клойн та його першої дружини Енн Еджворт: вона загинула під час корабельної аварії в 1641 році разом із малолітньою дочкою Мартою. Він одружився вдруге з Мері О'Брайен, донькою Дермода О'Брайена, V барона Інчіквін та його дружини Еллен Фіцджеральд. Окрім свого сина, якого назвали лордом Блессінгтон, у нього було шість дочок від другого шлюбу на ім'я Елізабет, Мері (яка померла молодою), Маргарет, Елеонора, Марта та Гонора. Елізабет вийшла заміж за Денні Мушампа з Горслі, графство Суррей, Англія, генерал-майстра зборів в Ірландії, і була бабусею Джона Весі, І барона Нептон. Маргарет вийшла заміж за Семюеля Сінга, декана Кілдер, що був старшим братом Едварда Сінга, архієпископа Туам. Елеонора вийшла заміж за Вільяма Гілла з Гіллсборо: вони були батьками Майкла Гілла (1672—1699). Марта вийшла заміж за сера Вільяма Девіса, головного лорд-суддю Ірландії. Гонора виходила заміж тричі: спочатку за Томаса Кромвеля, ІІІ графа Ардгласс, вдруге за Френсіса Куффе, депутата парламенту, втретє за сера Томаса Бердетта, І баронета Данмор.